# District d'Iwase

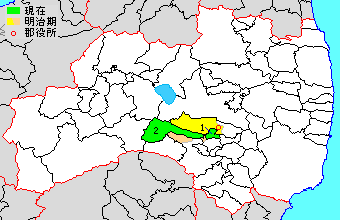
Ci-dessous la position géographique du district d'Iwase.

Le district d'Iwase (岩瀬郡, Iwase-gun) est un district de la préfecture de Fukushima, au Japon.

## Géographie

### Démographie
Au 1er octobre 2014, sa population était de 18 408 habitants répartis sur une superficie de 256,81 km2.

### Divisions administratives
- Bourg :
  - Kagamiishi
- Village :
  - Ten'ei